# Oddgeir Thune

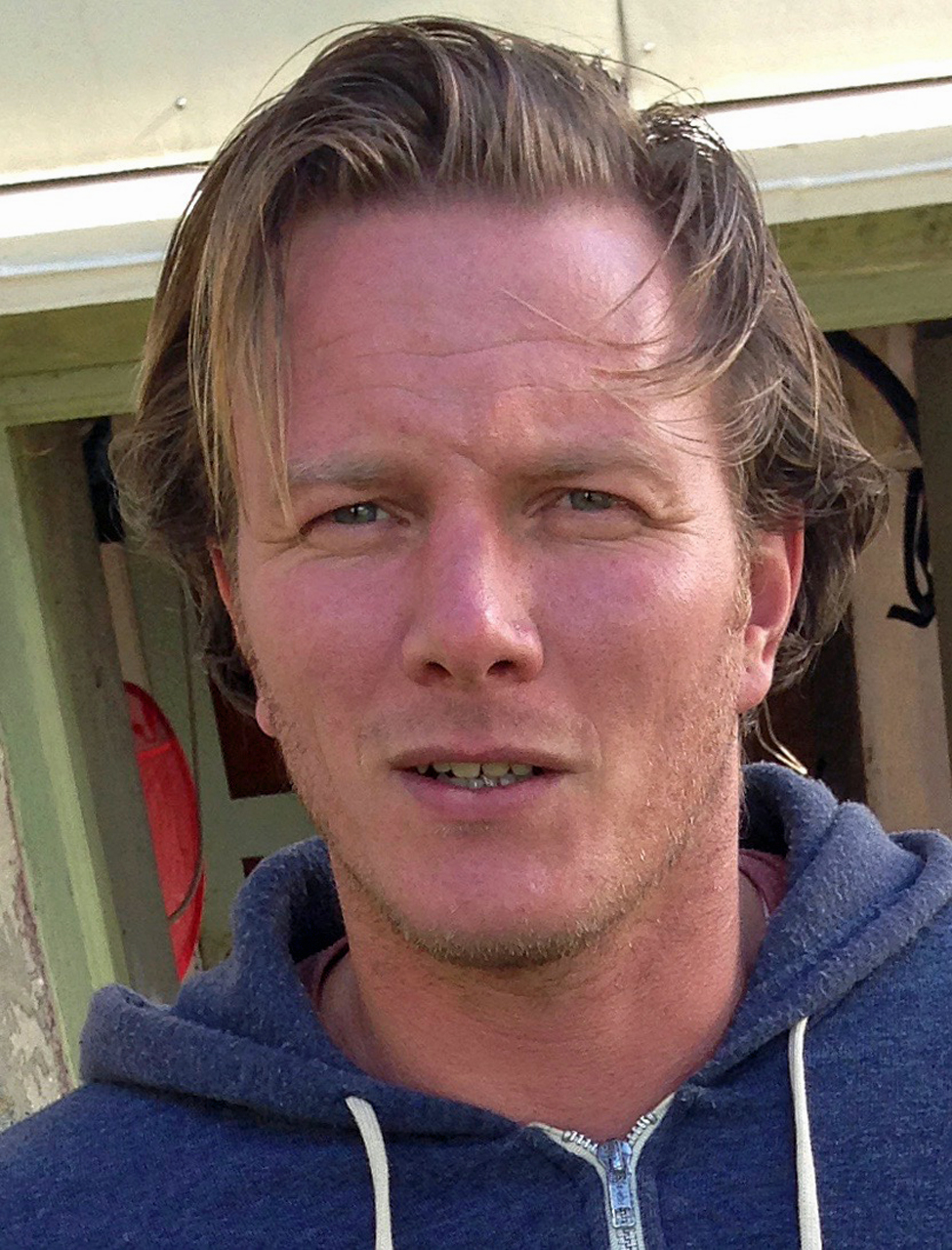
Oddgeir Thune

Oddgeir Thune (* 11. Juli 1978 in Bergen) ist ein norwegischer Schauspieler und Drehbuchautor.

## Leben und Karriere
Thune wurde am Statens teaterhøgskole ausgebildet. Er ist der Sohn des Politikers und Juristen Harald Torfinn Thune und hat zwei Schwestern. Mit seiner Partnerin Pia Tjelta hat er Zwillinge. Seit 2002 tritt er in Film- und Fernsehproduktionen in Erscheinung.
Thune ist ausgebildeter Radiologe und arbeitete im Rikshospitalet, bevor er am norwegischen Theater angestellt wurde.

## Filmografie (Auswahl)
- 2002: Himmelfall
- 2013: Pornopung
- 2014: The Third Eye
- 2015–2017: Occupied – Die Besatzung (Fernsehserie)
- 2015: De nærmeste
- 2015: Hva Hvis? (Fernsehserie)
- 2016: Pyromaniac – Bevor ich verbrenne, Regie: Erik Skjoldbjærg
- 2017: Valkyrien (Fernsehserie)
- 2018: Blindsone
- 2018: Det vi ikke snakker om
- 2018: Heimebane (Fernsehserie)
- 2018: Now It’s Dark
- 2019: Beforeigners (Fernsehserie)
- 2019: Hjelperytteren
- 2019–2020: Weihnachten zu Hause (Hjem til jul, Fernsehserie)
- 2024: Loveable (Elskling)